# تجريد عسكري

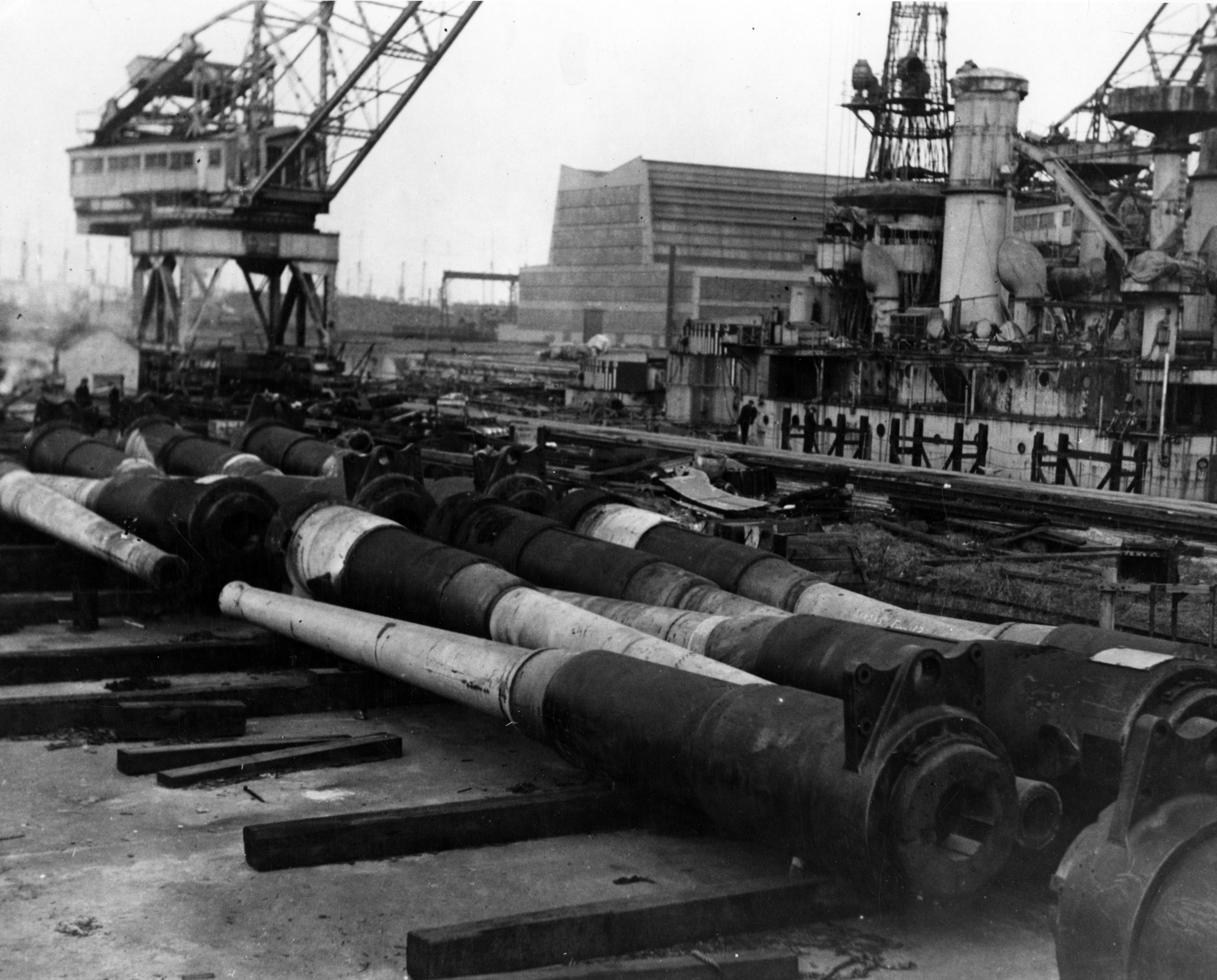

التجريد العسكري أو التجريد من السلاح أو النزلحة (نحت: نزع سلاح) هو تقليل عدد جنود الجيش أو الأسلحة أو المعدات والآليات العسكرية إلى الحد الأدنى المتفق عليه. عادة ما يكون التجريد العسكري نتيجة لمعاهدة سلام أنهت حرب أو صراع كبير. ويسمى التخفيض الطوعى الصارم في حجم جيش منتصر بالتسريح.
واتبعت عدة دول سياسة تخفيض القوة العسكرية بعد الحربين العالميتين الأولى والثانية. وفي أعقاب الحرب العالمية الأولى قلصت المملكة المتحدة قواتها العسكرية إلى حد كبير. وكان الموقف الضعيف الناتج أثناء ظهور النظام النازي في ألمانيا من بين الأسباب التي أدت إلى سياسة التسوية.
وتسمى أيضًا عملية التحول من قوة عسكرية أو شبه عسكرية إلى الحياة المدنية بالتجريد العسكري. على سبيل المثال، نزع سلاح الإقامة العامة الإيطالية في 1981 وقوات الدرك النمساوي اندمجت مع الشرطة الوطنية، مما يجعل منها هيئة مدنية جديدة.
ويمكن أيضًا أن يشير التجريد العسكري إلى السياسات التي استخدمتها قوات الحلفاء أثناء احتلال اليابان وألمانيا بعد الحرب العالمية الثانية. وتم فصل الجيوش اليابانية والألمانية عن بعضها البعض من تاريخ حربهم الأخيرة، لكن احتفظت بنشاطها وتسليحها لمساعدة قوات التحالف في مواجهة التهديد السوفيتي الجديد الذي أصبح واضحًا بنهاية الحرب العالمية الثانية وبداية الحرب الباردة.
ويمكن أن يشير التجريد العسكري أيضًا إلى الحد من واحد أو أكثر من أنواع الأسلحة أو أنظمة الأسلحة (انظر مراقبة التسلح) أو إزالة المعدات القتالية من سفينة حربية (انظر السفينة المقاتلة اليابانية هايي).
تعرف المنطقة المنزوعة السلاح بأنها منطقة محددة، مثل منطقة عازلة بين الدول التي اندلعت بينها نزاعات مسلحة سابقًا، حيث يحظر بهذه المنطقة وجود أفراد الجيش ومعداتهم وأنشطتهم.
أمثلة على التجريد العسكري:
- منعت معاهدة فرساي، بعد الحرب العالمية، الأولى ألمانيا من امتلاك قوات جوية ومدرعات وأنواع معينة من السفن البحرية. بالإضافة إلى ذلك، أقامت منطقة منزوعة السلاح في راينلاند.
- التخفيض الهائل في عدد الأفراد العسكريين لدول الحلفاء في أعقاب الحرب العالمية الأولى.
  - تسريح القوات المسلحة البريطانية بعد الحرب العالمية الثانية
- معاهدة واشنطن البحرية
- معاهدة حظر الأسلحة الكيميائية